# 富島 (弥富市)
富島（とみしま）並びに富島町（とみしまちょう）は、愛知県弥富市の町名である。現行行政地名は富島1丁目から富島4丁目と富島町（4つの字）。

## 地理
弥富市西部に位置し栄南町を挟んで三重県木曽岬町と接する。
西に1丁目、南に2丁目、中部から北部が3丁目で東部が4丁目になる。また北東部から東端、南東部にある富島町には4つの小字が設定されている。
南部には国道23号（名四国道）が走っており、富島交差点にて愛知県道105号富島津島線と交わる。更にその南では愛知県道103号境政成新田蟹江線が東へ分岐している。

### 小字（富島町）
- イノ割（いのわり）
- ニノ割（にのわり）
- ハノ割（はのわり）
- ロノ割（ろのわり）

## 歴史

### 地名の由来
- 当地の開発者である富島半右衛門の名に由来するという[6]。

### 沿革
- 江戸時代 - 伊勢国桑名郡の伊勢長島藩領富島新田として開発される[6]。『長島古事略記』では貞享4年開発とされるが、貞享5年に大和国の山田祐行の開発によるとする説もあるという[6]。
- 1880年（明治13年） - 愛知県海西郡富島新田となる[6]。
- 1889年（明治22年） - 合併に伴い、両国村大字富島新田となる[6]。
- 1891年（明治24年） - 同年発生の濃尾地震により、大部分の人家が被災する[6]。
- 1937年（昭和12年） - 合併に伴い、鍋田村大字富島と改称する[6]。
- 1955年（昭和30年） - 合併に伴い、弥富町大字富島となる[6]。
- 1959年（昭和34年） - 同年発生の伊勢湾台風により、3ヶ月間に渡って浸水被害を受けることとなった[6]。
- 1976年（昭和51年） - 大字加稲付を編入する[6]。

- 2006年（平成18年）4月1日 - 海部郡弥富町が弥富市となったことにより、同市富島および富島町となる[1]。

## 世帯数と人口
2015年（平成27年）10月1日現在の世帯数と人口は以下の通りである。
| 町丁 | 世帯数 | 人口  |
| ---- | ------ | ----- |
| 富島 | 49世帯 | 175人 |

### 人口の変遷
国勢調査による人口の推移
| 2010年（平成22年） | 172人 | [ 7 ] |  |
| 2015年（平成27年） | 175人 | [ 3 ] |  |

## 学区
市立小・中学校に通う場合、学区は以下の通りとなる。
| 番・番地等 | 小学校             | 中学校             |
| ---------- | ------------------ | ------------------ |
| 全域       | 弥富市立大藤小学校 | 弥富市立弥富中学校 |

## 施設
- 富島公民館
- 富島神社[9]
- 真宗大谷派顕宗寺[6]

## 交通
- 国道23号（名四国道）[9]
- 愛知県道103号境政成新田蟹江線
- 愛知県道105号富島津島線[6]

## その他

### 日本郵便
- 郵便番号 : 498-0058[4]（集配局：弥富郵便局[10]）。